# Karol Palarczyk
Karol Palarczyk (ur. 31 grudnia 1879 w Goleszowie, zm. 12 listopada 1940 w KL Sachsenhausen) – polski rolnik, działacz społeczny i polityczny, poseł na Sejm Śląski I, II, III i IV kadencji w II RP.

## Życiorys
Był synem Józefa i Zuzanny z domu Pszczółka. Ukończył cztery klasy szkoły powszechnej. Następnie ukończył dwuletnią szkołę rolniczą w Kocobędzu.
Był członkiem Towarzystwa Rolniczego dla Śląska Cieszyńskiego. Po pierwszej wojnie światowej działał w Radzie Narodowej Śląska Cieszyńskiego. Uczestniczył w akcji plebiscytowej na rzecz przyłączenia Śląska Cieszyńskiego do Polski. W rodzinnej miejscowości - Goleszowie, założył katolicką czytelnię oraz spółkę melioracyjną. Był członkiem Rady Gminnej. Następnie był prezesem Towarzystwa Rolniczego w Cieszynie oraz członkiem zarządu Śląskiej Izby Rolniczej i Związku Spółek Rolniczych.
Był jedynym posłem, który był członkiem wszystkich kadencji Sejmu Śląskiego. Sprawował mandat w latach 1922-1939, początkowo z list Chrześcijańskiej Demokracji, a następnie z list prosanacyjnego Narodowo-Chrześcijańskiego Zjednoczenia Pracy. W Sejmie zajmował się głównie pracą na rzecz rolnictwa.
Został aresztowany przez Niemców we wrześniu 1939 roku. Przez dwa miesiące przebywał w obozie w Skrochowicach. Po zwolnieniu z obozu zaangażował się w działalność konspiracyjną - był członkiem organizacji „Orzeł Biały”. Został ponownie aresztowany w kwietniu 1940 roku i osadzony w KL Dachau. Stamtąd przetransportowano go do KL Sachsenhausen, gdzie zginął 12 listopada 1940 roku.